# Tenango del Aire
Tenango del Aire är en stad och administrativ huvudort i kommunen Tenango del Aire i delstaten Mexiko i Mexiko. Samhället hade 64 26 invånare vid folkräkningen 2020.